# Fabian Jank
Fabian Jank (* 1996 in Luckau) ist ein rechtsextremer deutscher Politiker (AfD). Seit 2024 ist er Mitglied des Landtages von Brandenburg.

## Leben
Fabian Jank ist studierter Landwirt. Jank trat 2022 in die Alternative für Deutschland ein und wurde im Januar 2024 zum stellvertretenden Vorsitzenden des AfD-Kreisverbandes Oberspreewald-Lausitz gewählt. Bei der Landtagswahl in Brandenburg 2024 wurde er über das Direktmandat im Landtagswahlkreis Oberspreewald-Lausitz II/Spree-Neiße IV in den Landtag gewählt.